# Renata Aleksander
Renata Aleksander, z domu Kostková (ur. 1964) – czechosłowacka, a następnie słowacka łyżwiarka figurowa startująca w konkurencji par sportowych z Jozefem Komárem. Mistrzyni Czechosłowacji (1979), a następnie trenerka i choreografka łyżwiarstwa figurowego.

## Życiorys
Jej ojciec uprawiał hokej na lodzie i to on zabrał ją po raz pierwszy na łyżwy. Zaczęła jeździć na łyżwach w wieku czterech lat i zaczynała karierę jako solistka, a następnie zmieniła konkurencję na pary sportowe. W parze z Jozefem Komárem została mistrzynią Czechosłowacji 1979. 
Ukończyła studia na Uniwersytecie w Bratysławie na wydziałach: Filologii Rosyjskiej oraz Wychowania Fizycznego i Sportu, gdzie podjęła specjalizację z łyżwiarstwa figurowego. Po ukończeniu studiów zgłosiła się na konkurs eliminacyjny do słynnej rewii łyżwiarskiej Holiday on Ice, gdzie występowała przez 10 lat m.in. z Katariną Witt, Claudią Leistner i Norbertem Schramem. W jednym z francuskich programów partnerowała na lodzie Johnowi Travolcie.
Przeprowadziła się do Warszawy, gdzie wyszła za mąż i zaczęła pracować jako trener łyżwiarstwa we własnym klubie sportowym Ice & Fun, w którym szkoliła dzieci, młodzież i dorosłych oraz organizowała obozy szkoleniowe w łyżwiarstwie figurowym i tańcu. Przez 10 lat współpracowała z Jackiem Tascherem przy prowadzeniu szkoleń łyżwiarstwa figurowego.
W latach 2007–2008 była choreografką uczestników pierwszej i drugiej edycji programu telewizyjnego TVP2 Gwiazdy tańczą na lodzie, a w edycji trzeciej została jedną z jurorek programu.
Jest zamężna z Mirosławem Aleksandrem, z którym ma córkę Vanessę (ur. 1996) i syna Oliviera (ur. 2000).